# Hermann Thyraeus
Hermann Thyräus (Neuss, 1532 – Magonza, 1591) è stato un teologo e gesuita tedesco.

## Biografia
Ha studiato prima in Colonia, e poi, dopo il 1522, presso il Collegio Germanico di Roma. Il 26 maggio 1556, è stato accolto nella Compagnia di Gesù da Ignazio di Loyola.
Nello stesso anno, Thyräus è diventato professore di teologia a Ingolstadt. Nel 1560 divenne professore a Treviri. È stato rettore del collegio a Treviri (1565-1570), provinciale della Provincia dei Gesuiti del Reno (1571-8), e dal 1578 fino alla sua morte, rettore del collegio di Magonza.

## Lavoro
Il Liber de libertate religionis, attribuito a lui, è stato scritto probabilmente dal fratello minore Peter, anche lui un gesuita. La sua Confessio Augustana, con note controverse, apparve a Dillingen nel 1567. Ha anche lasciato diversi volumi di predicazioni.